# Río Moorabool
El río Moorabool es un curso de agua del sur de Australia.

## Curso
Discurre por el estado de Victoria, en la isla de Australia. Nace en las cercanías de Ballarat y desemboca en el río Barwon junto a la ciudad de Geelong.